# Имидодифосфат тетранатрия
Имидодифосфат тетранатрия — неорганическое соединение,
соль натрия и имидодифосфорной кислоты
с формулой Na4P2O6NH,
растворяется в воде,
образует кристаллогидраты — бесцветные кристаллы.

## Получение
- Нагревание в вакууме моноамидофосфата динатрия

{\displaystyle {\mathsf {2Na_{2}PO_{3}NH_{2}\ {\xrightarrow {210^{o}C}}\ Na_{4}P_{2}O_{6}NH+NH_{3}\uparrow }}}

## Физические свойства
Имидодифосфат тетранатрия образует бесцветные кристаллы.
Растворяется в воде, раствор имеет щелочную реакцию.
Образует кристаллогидрат состава Na4P2O6NH•10H2O.

## Химические свойства
- Разлагается при кипячении водных растворов:

{\displaystyle {\mathsf {Na_{4}P_{2}O_{6}NH+H_{2}O\ {\xrightarrow {100^{o}C}}\ Na_{2}PO_{3}NH_{2}+Na_{2}HPO_{4}}}}
- При нагревании в вакууме образует нитридотрифосфат натрия:

{\displaystyle {\mathsf {3Na_{4}P_{2}O_{6}NH\ {\xrightarrow {450^{o}C}}\ 2(Na_{2}PO_{3})_{3}N+NH_{3}}}}